# 킨제이 보고서
킨제이 보고서(영어: Kinsey Reports)는 인간의 성적 행동에 관한 두 권의 학술서로, 《남성의 성적 행동》(영어: Sexual Behavior in the Human Male, 1948)과 《여성의 성적 행동》(영어: Sexual Behavior in the Human Female, 1953)이다. 이 저서들은 앨프리드 킨제이, 워델 포머로이, 클라이드 마틴, (《여성의 성적 행동》의 경우) 폴 게브하르트가 집필하였으며 W.B. 선더스에서 출간되었다. 킨제이는 인디애나 대학교의 동물학자였으며 킨제이 성·젠더·생식 연구소(킨제이 연구소로 더 널리 알려짐)의 창립자였다. 진 브라운, 코넬리아 크리스텐슨, 도로시 콜린스, 헤드비히 레저, 엘리너 뢰어는 모두 책의 제목 페이지에서 연구 보조원으로 인정받았다. 앨리스 필드는 뉴욕의 성 연구자, 범죄학자, 사회과학자였으며, 《여성의 성적 행동》의 연구 동료로서 법적 문제에 관한 도움을 제공하였다.
《남성의 성적 행동》에서 발견되는 분석과 결론의 기초가 되는 사회학적 데이터는 15년 기간에 걸쳐 약 5,300명의 남성으로부터 수집되었다. 《여성의 성적 행동》은 약 6,000명의 여성과의 개인 면담을 기반으로 하였다. 후자에서 킨제이는 여성이 다양한 유형의 성적 활동에 참여하는 빈도에 관한 데이터를 분석하였고 연령, 사회경제적 지위, 종교적 신앙심과 같은 요인들이 성적 행동에 어떻게 영향을 미치는지 살펴보았다.
이 두 권의 베스트셀러는 성에 관한 기존의 믿음에 도전하고 이전에 금기시되었던 주제들을 논의하였기 때문에 과학계와 일반 대중 모두에게서 즉시 논란이 되었다. 킨제이의 방법론의 타당성은 때때로 의문시되었다. 이러한 비판에도 불구하고 킨제이의 작업은 개척적인 것으로 여겨지며 역사상 가장 잘 알려진 성 연구 중 일부로 평가된다.:29

## 배경과 방법
성적 행동에 관한 조사는 미국 사회에서 전례가 없었지만, 클렐리아 듀얼 모셔가 빅토리아 시대 여성들을 대상으로 조사를 실시한 바 있었다. 해블록 엘리스와 마그누스 히르슈펠트에 의해 질적 연구가 수행되었지만, 이러한 연구자들은 정량적 데이터를 수집하려고 시도하지 않았다. 킨제이는 수십 년간의 연구를 통해 학문적 명성을 쌓았고 대규모 분석을 위해 록펠러 가문이 후원하는 자선가들의 지원을 얻었다. 그의 연구는 18,000건의 면담을 포함하여 규모 면에서 전례가 없었다.
데이터는 주로 주관적 보고 면담을 통해 수집되었으며, 실험자들이 암기한 구조화된 설문지에 따라 실시되었다(하지만 응답지에는 어떤 방식으로든 표시되지 않았다). 응답지는 응답자들의 기밀성을 유지하기 위해 미리 정의된 응답 기호를 사용하여 빈 격자에 입력되는 방식으로 부호화되었다. 데이터는 나중에 처리를 위해 컴퓨터화되었다. 원래 연구자들의 노트를 포함한 모든 자료는 그러한 자료를 볼 필요성을 입증하는 자격을 갖춘 연구자들에게 킨제이 연구소에서 제공된다. 연구소는 또한 연구자들이 데이터를 분석하기 위해 통계 소프트웨어를 사용할 수 있도록 허용한다.

## 연구 결과

### 성적 지향
성적 지향의 다양성에 관한 킨제이 보고서의 일부는 일반 인구에서 동성애자 비율에 대한 일반적인 추정치인 10%를 뒷받침하는 데 자주 사용된다. 세 가지 범주(이성애자, 양성애자, 동성애자) 대신 7점 킨제이 척도 시스템이 사용되었다.
보고서는 또한 남성 피험자의 거의 46%가 성인 생활 과정에서 양성 모두에게 성적으로 "반응"하였으며, 37%는 최소 한 번의 동성애 경험을 가졌다고 기술한다. 백인 남성(20-35세)의 11.6%는 성인 생활 전반에 걸쳐 3등급(대략 동등한 이성애 및 동성애 경험/반응)을 받았다. 연구는 또한 조사된 미국 남성의 10%가 "16세에서 55세 사이 최소 3년 동안 다소 배타적으로 동성애적"(킨제이 척도에서 5-6 범위)이었다고 보고하였다.
미혼 여성(20-35세)의 7%와 이전에 결혼했던 여성(20-35세)의 4%는 삶의 이 시기 동안 킨제이 이성애-동성애 평가 척도에서 3등급(대략 동등한 이성애 및 동성애 경험/반응)을 받았다. 20-35세 여성의 2-6%는 경험/반응에서 다소 배타적으로 동성애적이었으며, 20-35세 미혼 여성의 1-3%는 경험/반응에서 배타적으로 동성애적이었다.

### 킨제이 척도
킨제이 척도는 개인의 이성애와 동성애의 전반적인 균형을 측정하는 데 사용되며, 성적 경험과 정신성적 반응을 모두 고려한다. 척도는 0에서 6까지이며, 0은 완전한 이성애, 6은 완전한 동성애를 나타낸다. 추가 범주인 X는 "사회성적 접촉이나 반응이 없는" 사람들을 기술하기 위해 언급되었으며, 학자들은 무성애를 의미하는 것으로 인용하였다. 척도는 킨제이, 워델 포머로이와 다른 저자들이 《남성의 성적 행동》(1948)에서 처음 발표하였으며, 보완적인 작품인 《여성의 성적 행동》(1953)에서도 두드러지게 나타났다. 척도를 소개하면서 킨제이는 다음과 같이 썼다.
남성들은 이성애자와 동성애자라는 두 개의 분리된 집단을 나타내지 않는다. 세상은 양과 염소로 나뉘어질 수 없다. 자연이 분리된 범주들을 거의 다루지 않는다는 것은 분류학의 기본이다 [...] 생명체의 세계는 그 모든 측면에서 연속체이다. 배타적으로 이성애적인 것과 배타적으로 동성애적인 것 사이의 점진적 변화의 연속성을 강조하면서, 각 개인의 역사에서 이성애적 경험 또는 반응과 동성애적 경험 또는 반응의 상대적 양에 기초할 수 있는 어떤 종류의 분류를 개발하는 것이 바람직해 보였다... 개인은 그의 삶의 각 시기마다 이 척도상의 위치를 할당받을 수 있다. [...] 7점 척도는 실제로 존재하는 많은 점진적 변화를 보여주는 데 더 가깝다.

척도는 다음과 같다.
| 척도 | 설명                                       |
| ---- | ------------------------------------------ |
| 0    | 배타적 이성애                              |
| 1    | 주로 이성애, 부수적으로만 동성애           |
| 2    | 주로 이성애, 그러나 부수적 이상으로 동성애 |
| 3    | 이성애와 동성애가 동등함                   |
| 4    | 주로 동성애, 그러나 부수적 이상으로 이성애 |
| 5    | 주로 동성애, 부수적으로만 이성애           |
| 6    | 배타적 동성애                              |
| X    | 사회-성적 접촉이나 반응이 없음             |

- 남성: 20-35세 백인 남성의 11.6%가 삶의 이 시기 동안 3등급을 받았다.[16]

- 여성: 20-35세 미혼 여성의 7%와 20-35세 이전에 결혼했던 여성의 4%가 삶의 이 시기 동안 3등급을 받았다.[17] 20-35세 여성의 2-6%가 5등급을 받았으며,[18] 20-35세 미혼 여성의 1-3%가 6등급을 받았다.[19]

### 혼인 성교
여성이 보고한 혼인 성교의 평균 빈도는 10대 후반에 주당 2.8회, 30세까지 주당 2.2회, 50세까지 주당 1.0회였다. 킨제이는 모든 기혼 남성의 약 50%가 결혼 생활 중 어느 시점에서 혼외 성교를 가졌다고 추정하였다. 표본 중에서 여성의 26%가 40대까지 혼외 성교를 가졌다. 26세에서 50세까지의 여성 중 6명 중 1명에서 10명 중 1명이 혼외 성교에 관여하였다. 그러나 킨제이는 최소 1년간 동거한 커플을 "기혼"으로 분류하여 혼외 성교 통계를 부풀렸다.

### 가학피학성애
여성의 12%와 남성의 22%가 가학피학적 이야기에 성적 반응을 보인다고 보고하였다.

### 물어뜯기
물어뜯기에 대한 반응:
| 성적 반응              | 여성 | 남성 |
| ---------------------- | ---- | ---- |
| 명확하거나 빈번한 반응 | 26%  | 26%  |
| 어느 정도 반응         | 29%  | 24%  |
| 전혀 없음              | 45%  | 50%  |
| 사례 수                | 2200 | 567  |

### 동물성애
보고서는 동물성애에 관여한 미국 시민의 수를 약 800만 명으로 추정하였다.

## 비판
킨제이의 보고서 통계는 출간 당시부터 오늘날까지 비판 받아왔다. 킨제이가 100,000건의 면담을 포함하는 더 완전한 보고서 작업을 추진하였고 1948년 초기 출간물을 표본 진행 보고서로 간주하였음에도 불구하고, 학자들은 보고서 방법론의 표본 선택과 표본 편향을 비판하였다. 연구자들이 인용하는 주요 문제들은 킨제이가 데이터 수집 시 무작위 표집 절차를 사용하지 않았다는 점, 표본의 상당 부분이 교도소 인구와 남성 매춘부들로부터 나왔다는 점, 그리고 금기 주제에 관한 면담에 자원하는 사람들이 자기선택 편향을 만들어낼 가능성이 높다는 점이다. 이러한 문제들은 전체 인구의 경향을 결정하는 측면에서 표본의 유용성을 약화시킬 것이다.

### 통계
원래 출간과 같은 해인 1948년, 존 튜키와 같은 저명한 통계학자들을 포함한 미국통계학회 위원회가 표집 절차를 비난하였다. 킨제이와의 긴장된 회의에서 튜키는 무작위로 선택된 3-5명의 작은 표본조차도 킨제이 표본의 수백 명보다 바람직할 것이라고 말했다고 전해진다. 1954년, 윌리엄 젬멜 코크런, 프레더릭 모스텔러, 존 튜키, W. O. 젠킨스를 포함한 주요 통계학자들이 미국통계학회를 위해 킨제이의 1948년 남성 보고서에 대한 비판을 발표하며 다음과 같이 말하였다.
[킨제이 1948] 저서의 가장 흥미롭고 도발적인 많은 진술들이 그 안에 제시된 데이터에 기반하지 않으며, 그 진술들이 어떤 증거에 기반하는지가 독자에게 명확하게 제시되지 않는다는 비판자들의 반대는 정당하다. 더욱이, 저서에 제시된 데이터로부터 도출된 결론들은 종종 KPM[킨제이, 포머로이, 마틴]에 의해 지나치게 대담하고 확신에 찬 방식으로 기술되었다. 누적적으로 볼 때, 이러한 반대들은 저서의 많은 서술이 좋은 과학적 저술의 수준에 미치지 못한다고 말하는 것과 같다.
이에 대응하여 킨제이의 가까운 동료이자 《여성의 성적 행동》 공저자이며 킨제이 성연구소의 후임 소장인 폴 게브하르트가 킨제이 데이터에서 추정 오염물질을 제거하여 정화하였는데, 예를 들어 기본 표본에서 교도소 인구로부터 파생된 모든 자료를 제거하였다. (게브하르트는 킨제이와 함께 일하면서 특히 교도소 인구 사용에 대해 심각한 우려를 제기하였지만, 당시 킨제이에 의해 무시당했었다.) 1979년, 게브하르트는 (앨런 B. 존슨과 함께) 《킨제이 데이터: 성연구소가 실시한 1938-1963년 면담의 주변 도표화》를 출간하였다. 게브하르트가 놀랍게도 내린 결론은 킨제이의 원래 추정치 중 어느 것도 이러한 편향에 의해 크게 영향받지 않았다는 것이었다. 즉, 교도소 인구와 남성 매춘부들이 킨제이가 면담한 나머지 남성들과 같은 통계적 경향을 보였다는 것이다. 결과는 역사학자이자 극작가이며 동성애자 권리 운동가인 마틴 더버만에 의해 요약되었다. "킨제이의 37%(최소 한 번의 동성애 경험을 가진 남성) 대신, 게브하르트와 존슨은 36.4%를 얻었다. 10% 수치(16세에서 55세 사이 최소 3년 동안 다소 배타적으로 동성애적인 남성)는 교도소 수감자들을 제외하고, 백인 대학 교육받은 남성의 경우 9.9%, 교육 수준이 낮은 남성의 경우 12.7%가 나왔다."
킨제이 자신은 표집 절차에 대한 비판에 극도로 좌절하였는데, 무작위 확률 표집을 사용하여 성에 관한 성공적인 연구를 수행할 방법이 없다고 주장하였기 때문이다. 킨제이 전기 작가 조나단 개손-하디가 지적하듯이, 성 연구의 민감한 특성 때문에 진정한 무작위 표본에 접촉하면 매우 높은 거부율을 얻게 될 것이며, 무작위 표집을 사용하는 현대 성 연구들이 보여주었듯이 말이다. 킨제이가 그랬듯이 연구가 어떤 종류의 인구 하위집단에 관한 정보를 수집하려고 한다면, 인구의 작은 비율과 높은 거부율이 연구에 대한 중요성에도 불구하고 이러한 하위집단들을 효과적으로 사라지게 만들 수 있다.

### 자원자 편향
1950년대에 심리학자 에이브러햄 매슬로는 킨제이가 "자원자 편향"을 고려하지 않았다고 말하였다. 데이터는 금기 주제 논의 참여에 자원한 사람들만을 나타냈다. 대부분의 미국인들은 배우자나 가까운 친구들과도 성생활의 사적인 세부사항을 논의하기를 꺼렸다. 킨제이 보고서 출간 이전에, 매슬로는 킨제이의 자원자들을 편향에 대해 검사하였다. 그는 킨제이의 표본이 일반 인구를 대표하지 않는다고 결론지었다.
자원자에 대한 과도한 의존이라는 비난은 개손-하디 전기에서도 비판받는다. 모든 조사는 자원자들에게 의존한다. 킨제이는 가능한 한 많은 "100퍼센트 집단"을 모음으로써 이를 수정하려고 시도하였다. 즉, 법학회, 여학생 클럽, 심지어 소규모 등산객 집단과 같이 성과는 다른 이유로 모인 특정 집단의 모든(또는 거의 모든) 성 이력을 수집하는 것이었다. 킨제이는 집단의 회장이나 지도자에게 면담에 동의하도록 요청하였고, 그 지도자의 영향력이 집단으로부터 첫 번째 자원자 집단, 자원하는 것으로 보이기를 원하지 않지만 면담에 동의할 두 번째 집단, 그리고 본질적으로 동료 압력에 의해 이끌려온 세 번째 집단을 얻게 하였다. 모든 참가자들이 여전히 자원자였지만, 그는 다른 방법으로는 얻지 못했을 면담과 표본들을 얻었다. 또한, 집단들 자체가 어느 하나도 전체 인구를 대표하지 않았지만, 더 많은 참여를 장려하면서 무작위 요소를 제공하였다. 이러한 "100퍼센트 집단"들은 킨제이 전체 데이터의 약 4분의 1을 구성하였다.

### 기타 비판
더 최근의 연구자들도 킨제이의 표집 방법을 비판하였으며, 킨제이 보고서가 더 현대적인 연구들보다 높은 동성애 빈도를 보여주기 때문에 그가 비이성애적 행동과 끌림의 빈도를 과대평가했다고 믿는다.:147:9 이는 부분적으로 킨제이의 면담 방식으로 설명될 수 있는데, 킨제이 자신이나 그의 팀의 고도로 훈련된 구성원들이 수행하는 피험자와의 심층 대화에 초점을 맞췄으며, 면담자와의 친밀감 형성과 편안하고 안전하게 느끼도록 하는 것을 강조하였다. 현대의 면담자들은 덜 철저하게 훈련받는 경향이 있고 과학적 분리를 강조하는데, 이는 응답자들이 민감한 개인적 세부사항을 공유할 가능성을 낮출 수 있다.
보고서의 일부 데이터는 아동 성추행범들과의 협력 없이는 얻을 수 없었을 것이라고 제안되었다. 킨제이 연구소는 이러한 비난을 부인하지만, 아동과 성적 경험을 가진 남성들이 면담되었다는 것을 인정하며, 킨제이가 "그러한 금기 주제에 대한 정직한 답변"을 이끌어내기 위한 익명성의 필요성으로 본 것과 범죄가 계속될 가능성 사이에서 균형을 맞췄다고 밝혔다.
역사학자 피터 게이는 《남성의 성적 행동》을 "방법론적으로 설득력과 거리가 멀다"고 기술하였다.
사회학자 에드워드 라우만은 킨제이 보고서가 성의 생물학적 측면에 국한되었고 심리학적 및 임상적 정보와 분석이 부족하였으며, 이것이 "성 연구가 학문적 신뢰성의 주류로 이동하지 못하게 했다. 사람들은 추구하려고 시도한다면 명성을 위험에 빠뜨려야 했다"고 말하였다. 라우만은 또한 "킨제이 보고서는 엄청난 결과를 가져온 문화적 사건이었다"고 인정하였다.

## 맥락과 중요성
《남성의 성적 행동》은 1948년 처음에 5,000부만 인쇄되었으며, 그 성공은 출판사를 놀라게 하였다. 1948년 후반의 인기 있는 콜 포터 노래 "Too Darn Hot"이 이 책을 언급한다. 1953년 두 번째 보고서가 출간되기 전에, 첫 번째 책은 미국에서 265,000부 이상 판매되었다. 킨제이 보고서들은 합쳐서 75만 부가 판매되었고 13개 언어로 번역되었으며, 20세기의 가장 성공적이고 영향력 있는 과학서 중 일부로 여겨질 수 있다. 이 보고서들은 마스터스와 존슨의 1960년대 성의 생리학 연구에 관한 텍스트와 함께 금기와 오해를 깨뜨리며 성에 대한 대중의 인식 변화와 연관되었다.